# Мультирезистентність до ліків
Мультирезистентність до ліків (англ. Multiple drug resistance (MDR); полімедикаментозна стійкість), лікарська мультирезистентність[джерело?] — це стійкість до антимікробних препаратів, що проявляється у певного виду мікроорганізмів принаймні до одного антимікробного препарату з трьох або більше категорій протимікробних засобів. Антимікробні категорії — це класифікації антимікробних засобів, засновані на їх механізмі дії та специфічності для цільових організмів. Найбільш загрозливими для громадського здоров'я є бактерії, які стійкі до багатьох антибіотиків; інші включають віруси з MDR, паразити (резистентні до багатьох протигрибкових, противірусних і протипаразитарних препаратів широкого хімічного спектру).

## Види
Визнаючи різні ступені MDR у бактерій, були введені терміни екстенсивна резистентність (XDR) і панрезистентність (PDR).
Екстенсивна резистентність (XDR) — це нечутливість одного виду бактерій до всіх антимікробних засобів, за винятком двох або менше антимікробних категорій. 
У межах XDR панрезистентність (PDR) — це нечутливість бактерій до всіх агентів усіх категорій антимікробних препаратів.

## Звичайні мультирезистентні організми (MDRO)
Звичайними мікрорезистентними мікроорганізмами є бактерії:
- Ентерококи, стійкі до ванкоміцину (VRE)
- Метицилін-резистентний золотистий стафілокок (MRSA)
- Грам-негативні бактерії, які продукують β-лактамази розширеного спектру дії (ESBL)
- Грам-негативні бактерії, які продукують карбапенемазу Klebsiella pneumoniae (KPC)
- Мультирезистентні грамнегативні палички (MDR GNR), такі як Enterobacter, E.coli, Klebsiella pneumoniae, Acinetobacter baumannii, Pseudomonas aeruginosa
- Мультирезистентний туберкульоз

Група грампозитивних і грамнегативних бактерій, які останнім часом мають особливе значення, отримали назву «група ESKAPE» ((англ.)Enterococcus faecium, Staphylococcus aureus, Klebsiella pneumoniae, Acinetobacter baumannii, Pseudomonas aeruginosa, рід Enterobacter).

## Резистентність бактерій до антибіотиків
Різні мікроорганізми виживали тисячі років завдяки своїй здатності пристосовуватися до антимікробних засобів. Вони роблять це шляхом спонтанної мутації або перенесення ДНК. Цей процес дозволяє деяким бактеріям протистояти дії певних антибіотиків, що робить антибіотики неефективними. Ці мікроорганізми використовують кілька механізмів для досягнення резистентності до багатьох лікарських засобів:
- Відмова від глікопротеїнів клітинної стінки, як головного фактора захисту
- Ферментативна дезактивація антибіотиків
- Зниження проникності клітинної стінки для антибіотиків
- Змінені ділянки мішені антибіотика
- Механізми «викачки» антибіотиків з бактерій[6]
- Підвищена частота мутацій як реакція на стрес[7]

Зараз багато різних бактерій демонструють резистентність до різних лікарських засобів, включаючи стафілококи, ентерококи, гонококи, стрептококи, сальмонели, а також численні інші грамнегативні бактерії та мікобактерії туберкульозу. Бактерії, стійкі до антибіотиків, здатні передавати копії ДНК, які кодують механізм стійкості іншим бактеріям, навіть віддалено споріднених з ними, які потім також здатні передавати гени резистентності, і таким чином, утворюються нові покоління бактерій, стійких до антибіотиків. Цей процес називається горизонтальним перенесенням генів і опосередковується контактами клітина-клітина.

## Резистентність бактерій до бактеріофагів
У дослідженнях на людях спостерігали варіанти фагорезистентних бактерій. Що стосується антибіотиків, горизонтальну передачу фагової резистентності можна отримати шляхом приєднання плазміди.

## Резистентність до протигрибкових засобів
Дріжджі, такі як види Candida, можуть стати резистентними при тривалому лікуванні препаратами азолу, що вимагає лікування іншим класом препаратів. Інфекції Lomentospora prolificans часто закінчуються летальним результатом через їх резистентність до багатьох протигрибкових засобів.

## Резистентність до противірусних засобів
ВІЛ є яскравим прикладом MDR до противірусних препаратів, оскільки під час монотерапії він швидко мутує. Вірус грипу стає дедалі частіше MDR; спочатку до амантадинів, потім до інгібіторів нейрамінідази, таких як озельтамівір (2008—2009: 98,5 % вірусів грипу А були резистентні), частіше у людей зі слабкою імунною системою. Під час лікування цитомегаловірус може стати резистентним до ганцикловіру та фоскарнету, особливо у пацієнтів з ослабленим імунітетом. Вірус простого герпесу рідко стає резистентним до ацикловіру, переважно у формі перехресної резистентності до фамцикловіру та валацикловіру, як правило, у пацієнтів з ослабленим імунітетом.

## Резистентність до протипаразитарних засобів
Яскравим прикладом MDR до протипаразитарних препаратів є малярія. Plasmodium vivax кілька десятиліть тому став резистентним до хлорохіну та сульфадоксину/піриметаміну, а станом на 2012 рік — резистентний до артемізиніну Plasmodium falciparum з'явився в західній Камбоджі та західному Таїланді. Токсоплазма також може стати резистентною до артемизиніну, а також атовахону і сульфадіазину, але зазвичай вона не є MDR
Про резистентність до протиглисних препаратів, головним чином, повідомляється у ветеринарній літературі, наприклад, у зв'язку з практикою масованого використання цих препаратів у скотарстві, на чому було сфокусовані нещодавні регуляторні вимоги FDA.

## Запобігання виникненню резистентності до протимікробних препаратів
Щоб обмежити розвиток резистентності до антимікробних засобів, було запропоновано:
- Використання відповідних протимікробних засобів для інфекції; наприклад, відмова від антибіотиків при вірусних інфекціях
- По можливості збудник має бути визначений
- Необхідно обирати антимікробний препарат, який спрямований на конкретний організм, не покладаючись на широкий спектр дії антимікробного засобу
- Необхідно дотримуватися відповідної тривалості антимікробного лікування (не занадто короткий і не надто тривалий)
- Необхідно застосовувати правильну дозу для ерадикації; субтерапевтичне дозування пов'язане з резистентністю, як це продемонстровано у свійських тварин.
- Необхідна ретельніша освіта лікарів і населення щодо наслідків MDR у всьому світі.

Медичне співтовариство покладається на освіту лікарів і саморегулювання у формі закликів до добровільного контролю за використанням антимікробних препаратів, яке в лікарнях може мати форму спеціальної програми. Стверджувалося, що залежно від культурного контексту уряд може допомогти інформувати громадськість про важливість обмежувального використання антибіотиків для клінічного використання, але на відміну від такої системи щодо наркотиків, на даний момент у світі немає жодного прикладу регулювання використання антимікробних препаратів. Використання антибіотиків обмежено або регламентовано для лікування тварин, вирощених для споживання людиною, наприклад, у Данії.
Профілактика інфекцій є найефективнішою стратегією попередження зараження MDR-мікроорганізмом в лікарні, оскільки існує мало альтернатив антибіотикам у разі XDR або PDR-інфекції. Якщо інфекція локалізована, можливе видалення або висічення ураженої ділянки (наприклад, легені при MDR туберкульозі). У разі генералізованої інфекції можливі лише загальні заходи, такі як підвищення імунної відповіді за допомогою імуноглобулінів. Використання бактеріофагів (вірусів, які вбивають бактерії) є сферою розвитку можливих терапевтичних методів лікування.
З часом необхідно розробляти нові антибіотики, оскільки неможливо повністю запобігти появі нових резистентних бактерій. Це означає, що при кожному застосуванні певного антибіотика виживання кількох бактерій, які вже отримали ген резистентності до ліків, підвищується, а популяція відповідної бактерії збільшується. Таким чином, ген резистентності ширше поширюється в організмі та навколишньому середовищі, а більший відсоток таких бактерій в популяції означає, що вони більше не реагують на терапію цим специфічним антибіотиком. На додаток до розробки нових антибіотиків необхідно впровадити нові стратегії, щоб захистити населення від випадків тотальної резистентності збудників. Тестуються нові стратегії лікування, такі як лікування ультрафіолетовим світлом та використання бактеріофагів, поки що ресурси на їх дослідження недостатні.